# 贾腓力
贾腓力（Francis Dunlap Gamewell，1857年8月31日—1950年8月14日），美国美以美会传教士。1900年义和团事件期间，贾腓力曾担任英国使馆防卫参谋长，保护了三千多名基督徒，被美国人视为英雄。

## 早年
1857年8月31日，贾腓力出生于美国南卡罗来纳州卡姆登。他是一位发明家的儿子，继承了父亲修修补补和建造的能力。美国内战期间，贾家从卡姆登搬到新泽西州的新巴巴多斯镇（New Barbadoes Township）。贾腓力渴望成为一名土木工程师，就读于伦斯勒理工学院和康奈尔大学。由于生病，他无法完成学业，最后获得了狄金森学院的文学士学位。1880年6月，他在康涅狄格州诺福克的一所学校任教。 毕业后加入美以美会。 
1881年，贾腓力受美以美会差遣，前往中国传教，于10月抵达驻地北京，负责蒙学馆。1882年6月，他娶美以美会女布道会资深女同工贾博慕贞（Mary Porter Gamewell）为妻。贾博慕贞当时已有33岁，在华传教已有11年，而贾腓力只有24岁。他们一直没有孩子。 1884年，贾腓力和贾博慕贞夫妇奉派前往重庆开辟新传教区，接替裴来尔为华西差会监督。1886年，他在重庆开办医馆和女塾，同年遭遇教案，传教大院遭暴徒袭击，大部分建筑物被摧毁，传教士被劫持为人质16天之久。贾腓力和其他传教士后来逃脱，到达沿海，1887年卸任监督后，回到了美国。贾腓力在美国逗留期间获得了哥伦比亚大学的博士学位。1889年，贾腓力夫妇返回北京，贾腓力担任京师汇文书院的理化教习。在接下来的几年中，他负责监督建造美以美会大院（北京最大的新教传教会大院）里的教堂和其他建筑物。

## 义和团事件
1900年初，排外、反基督教的义和团运动从山东省向北蔓延，接管了大部分农村地区的控制权，烧毁教堂，杀死中国基督徒，并且受到北京清朝朝廷和慈禧太后的大力支持。
贾腓力计划于1900年6月5日乘火车离开北京，前往美国休假。但是当天或之后几天，火车都没有到站。义和团已经切断了通往港口城市天津的铁路线。贾腓力与70多名美国传教士被隔离在了北京。义和团不断进入这座城市，威胁到外国人的设施，这座城市城墙内的环境对外国人而言变得越来越不安全。6月8日，在北京的所有美国新教传教士决定全部聚集到由贾腓力担任主任牧师的美以美会大院。美以美会大院是传教机构中规模最大，防御力最强的场所。它也靠近使馆区，那里有数百名外国外交官和商人居住和工作。
在6月8日至6月20日这段时期，在北京的外国人受到义和团的攻击越来越多。贾腓力在美以美会大院为美英传教士和几百名中国基督徒组织了防御工事。贾腓力要求美国公使康格派20名美国海军陆战队士兵协助他进行防御。教堂变成了一座堡垒……“祭坛被一箱箱炼乳、饼干罐、银器所包围。”  。传教士加固他们的大院，中国基督徒开挖战壕，建造石头和铁丝网路障。与此同时，义和团在北京各处摧毁外国机构并杀死中国基督徒。使馆区的外国士兵向中国示威者和暴民开枪并杀死许多人，加剧了局势。

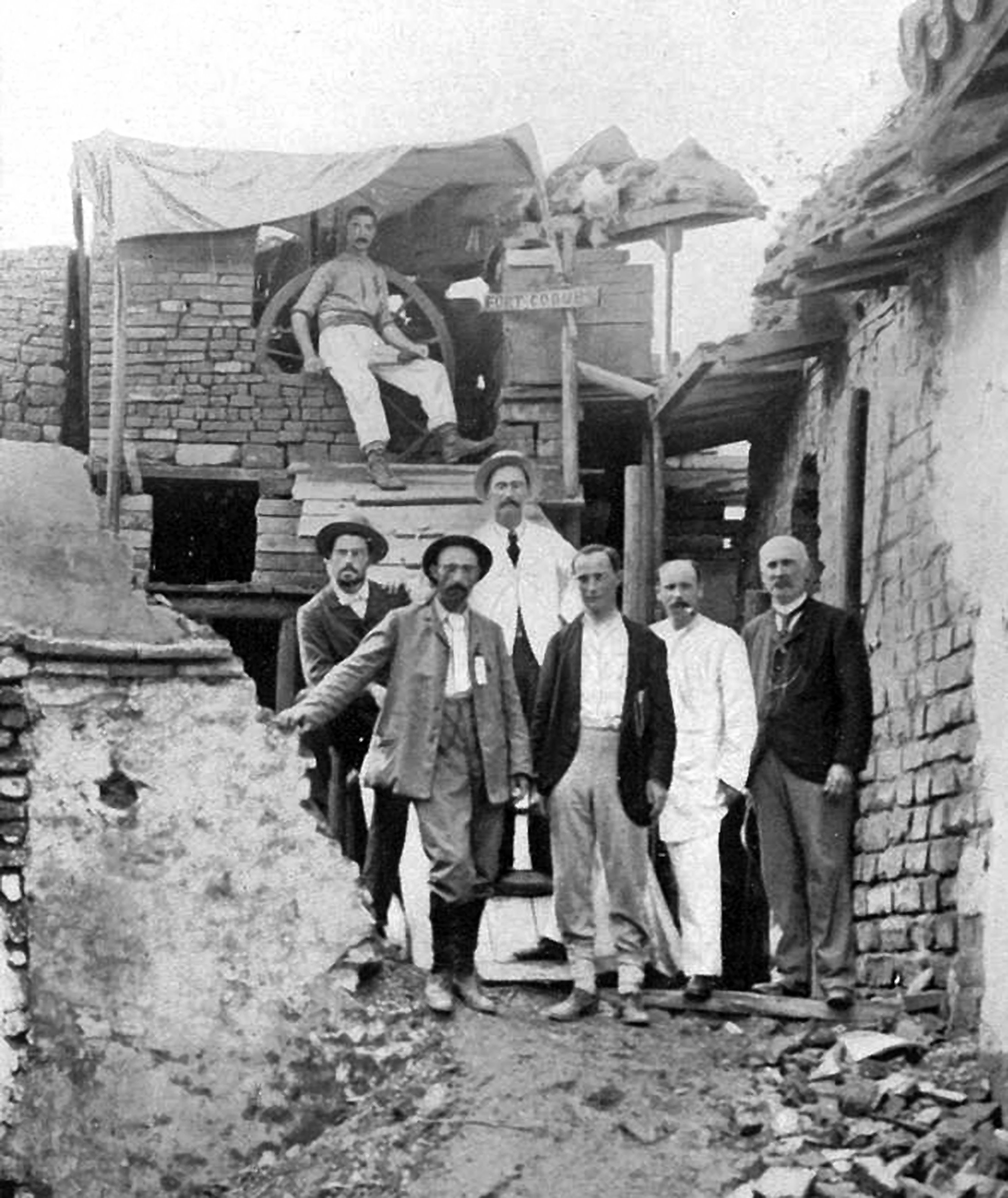
贾腓力（从左边站立第二位）在北京英国使馆的防御工事

## 使馆之围
6月19日，满清朝廷下令所有外国人在24小时之内离开北京，北京本来就不祥的形势变得更糟。外国人担心如果离开使馆区会被屠杀，决定不服从命令。第二天早上，德国公使克林德男爵在大街上被杀。康格公使命令所有美国传教士进入使馆区避难，当天下午，他们和中国基督徒放弃了美以美会大院，然后步行至英国使馆，那里向在北京的所有外国人提供庇护。中国基督徒被安置在使馆区的其他地方。当所有人聚集在一起时，总共约有900名外国人，其中一半是平民，另一半是来自8个不同国家的士兵，以及大约2,800名中国基督徒。

第二天早晨，在英国使馆周围发生了数百人的混乱，英国公使窦纳乐任命贾腓力为英国使馆防卫参谋长。他授予贾腓力绝对的权力来组织英国使馆的防御工事，抵抗义和团和清军的预期进攻。贾腓力全力以赴。一位英国作家写道：“贾腓力是当下的人物… 英国使馆此前一直没有任何防御，但是这位传教士熟练的手很快就堆出了沙袋… 这位努力工作的人总能挤出时间完成所有事情。这真是一个奇迹。” 贾腓力防卫委员会的成员，全部都是传教士，被称为“战斗牧师”。。
贾腓力需要成千上万的沙袋，美国的女传教士们就在使馆区搜寻缝纫机和布料，将窗帘，丝绸，绸缎，锦缎和各种昂贵的布料，都剪裁和缝制成袋子，装满灰土，放到贾腓力的路障上。 贾腓力则忙于监督沙袋的填充，拆除毗邻使馆围墙的房屋（可能用作敌人的掩护），建造路障，以及用木材和砖头加固围墙，在适当的地方开枪射击。
贾腓力的防御工事是需要的。中国人对使馆区的袭击始于6月22日，持续整整55天。他坚持要设置强大的路障。他建的路障厚达八英尺，由砖块、瓦砾和泥土组成，能够抵御炮火。

使馆区的防御线。贾腓力负责英国使馆的防御，大多数外国人都在此避难

贾腓力在7月13日遇到了新的挑战，当时法国使馆下面的两个地下矿井爆炸，炸死了几名法国士兵。贾腓力着手挖掘10至12英尺深的地道，环绕英国使馆。他修建了防弹掩体，开挖了六英尺深的沟渠，上面铺了木材，还有两到四英尺的沙袋和泥土。   
贾腓力的防御工事被证明是有效的。没有一个平民在英国使馆中被杀（只有有数人在保卫使馆区中被杀）。贾腓力仍在加固自己的防御工事。1900年8月14日，一支盟军远征部队营救了使馆区内的外国人和中国基督徒。
1900年8月21日，贾腓力和其他传教士离开北京返回美国。贾腓力师母贾博慕贞患有贫血，需要治疗。贾腓力收到了康格公使的一封信，其中说：“亲爱的贾腓力先生……您的智力以及不懈的努力，比起其他任何人，更值得我们珍藏。”

## 以后的生活

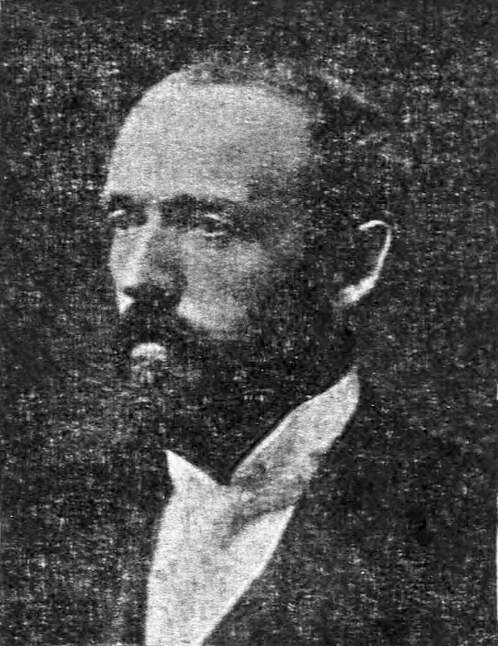
贾腓力（1905年）

贾腓力在美国成为广为人知的英雄，并获得哥伦比亚大学和锡拉丘兹大学的双荣誉博士学位。他被美以美会任命为纽约差会总部地方联络干事和执行干事（1901—1908）。他的妻子贾博慕贞于1906年去世。她的日记在纽约出版，名为《贾博慕贞和她在北京被围时的故事》（Mary Porter Gamewell and her Story of the Siege in Peking ）。1909年携继配（Mary Louise Ninde Gamewell ，1858–1947）重返北京，担任美以美会中国教育监督（1909-1925），1912年又担任中华基督教教育会总干事（1912-1925年），转驻上海。1925年退休返回美国。 1950年8月14日，贾腓力在美国纽约州克利夫顿斯普林斯（Clifton Springs）去世，享年93岁。

## 评价
贾腓力在攻城战中被形容为“最温和的人……非常安静，很少说话。”   。事件的众多目击者都对他有好感。他愿意在完成一项至关重要的任务时弄脏自己的双手，—而很多人没有这么做。他是一位主要的建设者和组织者，是一个安静但显然有效的领导者。在传教工作中，他似乎从未取得过任何成功，而是专注于教育，尤其是理科教育。